# Campionati oceaniani di canoa slalom 2021
I Campionati oceaniani di canoa slalom 2021 sono stati la 6ª edizione della competizione continentale. Si sono svolti ad Auckland, in Nuova Zelanda, dal 12 al 14 marzo 2021.

## Podi

### Uomini
| Evento    | Oro            | Punti  | Argento      | Punti  | Bronzo      | Punti  |
| Canoa C-1 | Finn Anderson  | 119.27 | Jack Egan    | 119.52 | Lewis Groos | 124.00 |
| Kayak K-1 | Callum Gilbert | 95.28' | George Snook | 100.78 | Ben Pilbrow | 107.64 |

### Donne
| Evento    | Oro         | Punti  | Argento        | Punti  | Bronzo          | Punti  |
| Canoa C-1 | Luuka Jones | 117.59 | Hannah Thomas  | 120.14 | Kahlia Cullwick | 235.60 |
| Kayak K-1 | Luuka Jones | 103.19 | Martina Wegman | 107.75 | Hannah Thomas   | 110.01 |